# Recordações da Casa dos Mortos
Recordações da Casa dos Mortos ou Cadernos da Casa Morta ou Memórias da Casa dos Mortos (em russo:  Записки из Мёртвого дома) é um romance publicado em 1862 pelo autor russo Fiódor Dostoiévski, retratando a vida de condenados nas prisões da Sibéria.
O livro é uma união imprecisa de uma coleção de fatos e eventos ligados à vida nas prisões da Sibéria, organizado particularmente mais pelo tema do que com a intenção de formar uma história contínua. O próprio Dostoiévski passou quatro anos exilado em uma dessas prisões, em função de sua condenação por envolvimento com o Círculo Petrashevski, um grupo literário russo banido pelo czar Nicolau I, devido à sua preocupação quanto ao perigo representado pelo relativo potencial subversivo lincado às Revoluções de 1848). A experiência deu-lhe condições de descrever com grande autenticidade as condições da vida nestas prisões e do caráter dos condenados que nelas viviam.
Em 1927-28, o romance foi reescrito e adaptado para ser apresentado em forma de ópera por Leoš Janáček; a adaptação foi chamada de Z Mrtvého Domu, "Da Casa dos Mortos".